# Callophrys oregonensis
Callophrys oregonensis är en fjärilsart som beskrevs av Górelick 1968. Callophrys oregonensis ingår i släktet Callophrys och familjen juvelvingar. Inga underarter finns listade i Catalogue of Life.